# 開拓者たち
『開拓者たち』(かいたくしゃたち)は、2012年1月にNHK BSプレミアムで放送された、そして2012年4月にNHK総合テレビジョン「ドラマ10」枠内で放送の日中国交正常化40年記念ドキュメンタリードラマ。主演は満島ひかり。

## あらすじ
第二次世界大戦前、満蒙開拓移民として満洲に渡っていった一人の女性の視点で物語は描かれる。
満洲に渡った開拓移民は千振（ちふり。現：中華人民共和国黒龍江省樺南鎮）に入植し「千振開拓団」として開墾にあたった。しかしソ連の対日宣戦による侵攻とそれに伴う収容所での抑留などの苦難を経て、日本に引き揚げた開拓移民の為に国が用意した入植地（栃木県那須町）にて再び「千振開拓地」を開いて開拓にあたったという、実話を元に製作されたドラマである。

## 登場人物
阿部ハツ - 満島ひかり
貧しい農家から口減らしのために満洲に嫁に送られた女性。結婚相手の速男の無口に傷つくが、やがて兄弟を呼び寄せることを許してもらい、開拓者の妻として強く生きるようになる。
阿部史郎 - 石田卓也
ハツの末弟。いじめられっ子で姉のハツに助けてもらっているような少年だった。しかし、千振からの脱出をリードする役目を担うようになってから成長する。
阿部金次 - 綾野剛
ハツの長弟。開拓民を守る関東軍に志願して入隊する。しかし、憲兵隊に入った彼は、その理想とは全く反する行為に手を染めることとなる。そして、戦後、新中国にその行為を裁かれることとなり、罪を認めた後、不起訴となって帰国する。
阿部富枝 - 山下リオ
ハツの妹。看護婦になり診療所で勤務。ソビエト軍の侵攻を経て、共産党軍に留用され、国共内戦では共産党軍と共に戦場を行軍した。共産党軍の若者と恋に落ち、終戦後も新中国に残ることを決意した。最終話で国交正常化により一時帰国してハツらと再会する。
浅野速男 - 新井浩文
ハツの夫。口数が少なくぶっきらぼうだが、やがてハツに心を開くようになる。口癖は「まぁいい」。開拓民の強制一斉徴用で対ソ戦に参加し、シベリア抑留となり、還らぬ人となった。
木戸浦進作 - 小林且弥
速男の友人。ハーモニカが特技。強制一斉徴用されるが終戦を知り一人で脱走する。千振に帰り着いたが、そこでは既に進退窮まった女子供たちが集団自決した後だった。中国人に捕まって炭鉱労働をさせられ、事故に遭って片足を引きずるようになってしまう。それでも、帰国を果たすのだが、その時には妻のチエは兄の薦めで別の男と再婚していた。
木戸浦チエ - 徳永えり
強制一斉徴用で夫の進作がいなくなった後、息子の孝志を連れて千振からの逃避行に。しかし、食物もままならぬ逃避行の中で親切な中国人家族に孝志を託して残すことに。帰国後、進作の帰りを待とうとするが兄の強い薦めで再婚。帰ってきた進作と苦い再会を果たす。
今野力 - 金井勇太
梅子の夫。絵を描くのが上手く、シベリア抑留時にソビエト軍将校の肖像画を描いて褒美に卵を一つ恵んでもらったりする。そのことで強制労働で死んだ速男に後ろめたさを感じていたが、ハツに告白して許される。
今野梅子 - 芦名星
ハツと共に千振に集団嫁入りしたが、その開拓地の現実に帰りたいと泣き暮らす。しかし、力の「帰るところなんかない」との言葉に納得したのか、やがて開拓者の妻らしくなる。
庄司盛光 - 平岳大
速男らと共にシベリア抑留に。帰国して新開拓地に加わる。残留孤児の一時帰国で鶴子の髪飾りを持参した息子の盛英と再会を果たす。
庄司鶴子 - 前田愛
盛光の自慢の嫁。千振に一緒に集団嫁入りした仲間で最初に出産し、ハツの産婆の初仕事となった。近所の人々に従い最後まで千振に残り、娘のさくらと共に服毒して集団自決して果てるが、息子の盛英には毒を飲ませることができなかった。
恵子 - 佐津川愛美
逃避行の途中で次女の恵子を失ったハツが出会った一人で逃げていた少女。ハツに一緒にいていいと言われて一緒に日本に帰国し、日本での開拓でも一緒に生活する。最終話では史郎と結ばれる。
徐栄慶 - 裵ジョンミョン
富枝と恋に落ちる中国人青年。
坂本重蔵 - 木下ほうか
金次の上司の憲兵隊の軍曹。金次らに抗日ゲリラの嫌疑で拘束した中国人の拷問による尋問を命じた。
王春岐 - 石田法嗣
千振の小作の息子。史郎の友人。しかし、日中戦争の進展に伴い、千振はもともと自分たちの土地だと言う主張を繰り返すようになったが、それでも史郎のことを友人と呼び続ける。
遠藤正治 - 山中崇
金次の先輩の憲兵。終戦後、坂本や金次らとともに新中国で戦犯として裁かれることになり、恐怖に取りつかれる。
吉崎千秋 - 二階堂智
宗の後を受けて千振の開拓民をまとめた指導者。帰国後、それぞれの実家で厄介者扱いされる開拓者たちをまとめて国有地の払い下げを受けた新開拓地を拓くことを決意する。最終話では、請われてパラグアイに赴き、第3の開拓に向う。
吉崎順子 - 田中美里
千秋の妻。千振の開拓地からの脱出に当って最後の列車を、まだ残っている人がいるからと引き留めようとするが、もう無理だと言われ無理矢理に乗せられて脱出。後に再会した時に、この時のことを梅子に責められるが、ハツが「もういい」と諭す。
大野清助 - 田中哲司
富枝の勤める診療所の医師。共産党の留用者志願募集に当っては自分が行くから富枝は帰国しろと言うが結局、富枝も共に。前線の診療所勤務から、富枝をより安全と思われる司令部勤務へと推薦して異動させる。
早坂吾平 - 大地康雄
千振の先輩開拓民。千振からの逃避行では当初はリーダー的な存在を担う。しかし、足を痛め足手まといになっていると感じ、リーダー役を史郎に託して自分たちを置いて行けと命じる。
藤田院長 ‐ 上田耕一
宗光彦 - 柄本明
開拓団の団長。

## 主題歌
竹内まりや「いのちの歌」（ワーナーミュージック・ジャパン）
竹内まりやがNHK連続テレビ小説「だんだん」の劇中曲として詞を提供（ペンネームのMiyabi名義）した楽曲の、自身によるセルフカバー。作・編曲は村松崇継。

## スタッフ
- 制作：NHKエンタープライズ、テムジン、テレビマンユニオン
- 音楽：菅野祐悟
- 演出：岸善幸（テレビマンユニオン）
- 撮影：夏海光造
- 美術：仲前智治／三ツ松けいこ
- 衣装：宮本まさ江
- メイク：小沼みどり
- 取材：中村豊（テムジン）
- 編集：吉岡雅春
- サブディレクター：石井永二
- ラインプロデューサー：河北穣
- 事業プロデューサー：富田朋子
- 演出補：岡下慶仁
- アシスタント・プロデューサー：竹村悠
- キャスティング・プロデューサー：おおずさわこ
- プロデューサー：松居径（NHK）、北川惠（NHKエンタープライズ）、矢島良彰（テムジン）、杉田浩光（テレビマンユニオン）

## 各話タイトル
全4回版
| 各話   | サブタイトル | 放送日            | 放送時間            |
| ------ | ------------ | ----------------- | ------------------- |
| 第一回 | 新天地へ     | 2012年 1月1日(日) | 午後9時 - 10時30分  |
| 第二回 | 逃避行       | 1月8日(日)        | 午後10時 - 11時15分 |
| 第三回 | 帰国         | 1月15日(日)       | 午後10時 - 11時15分 |
| 第四回 | 夢           | 1月22日(日)       | 午後10時 - 11時30分 |

全6回版
| 各話                                           | サブタイトル                   | 放送日(BS先行放送) | 放送時間(BS先行放送)      | 放送日(総合)     | 放送時間(総合)          | 視聴率(総合) |
| ---------------------------------------------- | ------------------------------ | ------------------ | ------------------------- | ---------------- | ----------------------- | ------------ |
| 第一回                                         | 幸せはいつまでも続くはずだった | 2012年3月17日(土)  | 午後4時 - 午後4時48分     | 2012年4月3日(火) | 午後10時 - 午後10時48分 | 4.3%         |
| 第二回                                         | わたしたちは見すてられた       | 3月17日(土)        | 午後4時50分 - 午後5時38分 | 4月10日(火)      | 午後10時 - 午後10時48分 | 3.1%         |
| 第三回                                         | わたしは泣かない               | 3月24日(土)        | 午後5時 - 午後5時48分     | 4月17日(火)      | 午後10時 - 午後10時48分 | 4.4%         |
| 第四回                                         | 必ず、希望がある。             | 3月24日(土)        | 午後5時50分 - 午後6時38分 | 4月24日(火)      | 午後10時 - 午後10時48分 | 3.7%         |
| 第五回                                         | 山ならここにあるのに           | 3月31日(土)        | 午後5時 - 午後5時48分     | 5月1日(火)       | 午後10時 - 午後10時48分 | 3.8%         |
| 第六回                                         | 生きてさえいればなんとかなる   | 3月31日(土)        | 午後5時50分 - 午後6時38分 | 5月8日(火)       | 午後10時 - 午後10時48分 | 4.1%         |
| 平均視聴率3.9%（ビデオリサーチ調べ・関東地区） |                                |                    |                           |                  |                         |              |

なお、ドラマ10では毎週月曜に再放送の枠があるが、当作品の月曜再放映は行わない。

## 受賞
- 第54回毎日芸術賞（テレビマンユニオン）
- 第29回ATP賞総務大臣賞（テレビグランプリ）

## 漫画
- 『ハツコイ〜開拓者たち〜』
  - 大崎充による漫画化。『月刊コミックゼノン』（徳間書店）連載。

## 関連番組
- BSプレマップ「ドキュメンタリードラマ 開拓者たち」
- 「証言記録 開拓者たち〜千振開拓団の80年〜」（2011年12月31日、BSプレミアム）
- 「すべて見せます! 「開拓者たち」の世界」（2011年12月31日、NHK総合）

## 関連作品
- 大地の子
- 遥かなる絆